# Аламбре
Аламбре (шп. Alambre) је популарно мексичко јело које се састоји од говедине са роштиља преливене сецканом сланином, паприком бабуром, луком, сиром, салсом и у неким варијантама, авокадом.  Обично се служи уз свеже направљене тортиље од кукуруза или брашна. Најчешћи састојак је говедина, али користе се и друге врсте меса попут пилетине или свињског меса. Неки рецепти чак замењују сецкану шуннку или чоризо уместо
сланине. Аламбре је популаран у многим деловима Мексика, посебно у Мексико Ситију, Оахаки, и међу мексичко-америчким становништвом широм Сједињених Америчких Држава. Реч alambre дословно значи „жица“ на шпанском језику. Уобичајено је веровање да се назив односи на чин разарања састојака током кувања, мада то није увек случај.

## Галерија
- Аламбре на роштиљу
- Аламбре са кукурузним тортиљама